# نايجل كينغ
نايجل كينغ (بالإنجليزية: Nigel King)‏ هو ربان ‏ بريطاني، ولد في 1970.

## وصلات خارجية
- الموقع الرسمي